# Lisebergsapplåden
Lisebergsapplåden är ett pris som varje år delas ut av nöjesparken Liseberg till "någon som gjort Sverige gladare".
Priset består av en skulptur föreställande två applåderande händer. Skulpturen är gjord av Astri Bergman Taube.
Den första Lisebergsapplåden tilldelades revyförfattaren och underhållaren Povel Ramel 1979.

## Pristagare
- 1979 – Povel Ramel
- 1980 – Hans Alfredson och Tage Danielsson
- 1981 - Verner Svensson
- 1982 – Sten-Åke Cederhök
- 1983 – Lennart Hyland
- 1984 – Hagge Geigert
- 1985 – Astrid Lindgren
- 1986 – Carl-Gustaf Lindstedt och Torbjörn Nilsson
- 1987 – Nils Poppe
- 1988 – Galenskaparna & After Shave
- 1989 – Jan Malmsjö
- 1990 – Björn Skifs
- 1991 – Dizzie Tunes
- 1992 – Robert Broberg
- 1993 – Tomas von Brömssen
- 1994 – Gösta Ekman
- 1995 – Lill-Babs
- 1996 – Benny Andersson och Björn Ulvaeus
- 1997 – Charlie Norman
- 1998 – Lasse Åberg
- 1999 – Leif "Loket" Olsson och Sonya Hedenbratt
- 2000 – Carola Häggkvist
- 2001 – Robert Gustafsson
- 2002 – Lars Berghagen
- 2003 – Alice Babs
- 2004 – Jerry Williams
- 2005 – Per Gessle
- 2006 – Sven-Ingvars
- 2007 – Ronnie Hartley
- 2008 – Sven-Bertil Taube
- 2009 – Lotta Engberg
- 2010 – Tomas Ledin
- 2011 – Håkan Hellström
- 2012 – Eva Rydberg
- 2013 – Magnus Härenstam och Brasse Brännström
- 2014 – Jonas Gardell
- 2015 – Mia Skäringer
- 2016 – Lena Philipsson
- 2017 – Johan Glans
- 2018 – Christer Lindarw
- 2019 – Lill Lindfors
- 2020 – Per Andersson
- 2021 – Christer Björkman
- 2022 – Babben Larsson
- 2023 – Tommy Körberg
- 2024 – Suzanne Reuter
- 2025 – Miriam Bryant

### Fotnoter
1. ↑  Johanna Hagström (5 september 2016). ”Lisebergsapplåden till Lena Philipsson” (på svenska). Göteborgsposten. http://www.gp.se/kultur/lisebergsappl%C3%A5den-till-lena-philipsson-se-karri%C3%A4ren-i-bilder-1.3756771. Läst 26 juni 2018.